# Máy phiên dịch
Máy phiên dịch còn được gọi là máy thông dịch, máy dịch ngôn ngữ...Là tên các thiết bị có chức năng nhận diện và phiên dịch giọng nói từ ngôn ngữ này sang ngôn ngữ khác. Máy được sử dụng chủ yếu trong giao tiếp phổ thông.

## Khái Niệm
Máy phiên dịch được phát triển từ ý tưởng sử dụng Microphone nhận dạng ngôn ngữ mẹ đẻ (First Language) và chuyển đổi sang ngôn ngữ thứ hai (Do người dùng lựa chọn), bản dịch sau khi được xử lý sẽ được phát thông qua loa hoặc tai nghe.
Ngoài ra, phát minh còn hỗ trợ thêm tùy chọn hỗ trợ cảm nhận, đo lường nồng độ Oxi và nhiệt độ cơ thể để nhận diện chính xác hơn.

## Bối Cảnh Phát Minh
Trong bối cảnh toàn cầu hóa ngày càng mạnh mẽ, nhu cầu phiên dịch ngoại ngữ tăng vọt theo thời gian, máy phiên dịch được ứng dụng trong nhiều khía cạnh cuộc sống. Ứng dụng đầu tiên của sáng chế là trong lĩnh vực quân sự.
Quân đội Hoa Kỳ thường được yêu cầu hỗ trợ từ các nước. Ví dụ, quân đội Hoa Kỳ là lực lượng giữ gìn hòa bình ở nhiều quốc gia. Hơn nữa, họ cũng tham gia chống khủng bố ở Trung Đông. Trong những tình huống này, những quân nhân không thể nói phương ngữ thường rơi vào tình huống bất lợi, có khả năng gặp nguy hiểm cao hơn so với những người có thể nói tiếng địa phương. Những nhiệm vụ dạng này rất cần khả năng hiểu được ngôn ngữ quốc gia sở tại.
Kiến thức ngoại ngữ từ lâu được xem là tài sản của quân đội. Ví dụ, Green Beret được yêu cầu phải nói được ngôn ngữ thứ hai. Tuy nhiên, với sự kết nối xã hội hiện nay, không thể biết được xung đột sẽ phát sinh ở đâu và quân nhân phải thành thạo ngôn ngữ nào, thì việc có quân số nói mọi ngôn ngữ là không cần thiết và phi thực tế.
Những vấn đề tương tự cũng phát sinh trong bối cảnh bên ngoài. Ví dụ, những người hoạt động trong lĩnh vực kinh doanh, giáo dục, thậm chí cả khách du lịch, đều có nhiều lý do cần nói ngôn ngữ không phải tiếng mẹ đẻ. Học ngoại ngữ có thể tốn nhiều thời gian, trong khi mọi người thường bận rộn và ít kiên nhẫn theo đuổi.
Máy phiên dịch là giải pháp chính để cải thiện những vấn đề trên. Mục tiêu chính của phát minh này là cung cấp một thiết bị liên lạc bằng giọng nói không mang tính độc quyền.
Mục tiêu khác của máy phiên dịch là cung cấp thiết bị liên lạc trung gian có khả năng nghe các cuộc hội thoại nhiều hướng liên quan đến người điều khiển thiết bị.

## Phân Loại
Máy phiên dịch được chia làm hai loại chính:
- Máy phiên dịch một chiều: Chỉ phiên dịch từ tiếng mẹ đẻ sang ngôn ngữ mục tiêu, không thể dịch ngược lại. Ví dụ: Ili tranlator, pilot translator...
- Máy phiên dịch hai chiều: Dịch tiếng mẹ đẻ sang ngôn ngữ khác và ngược lại. Được sử dụng phổ biến. Ví dụ: Travis Translator, Pocketalk Translator, T8s translator...

## Các loại máy phiên dịch - tai nghe phiên dịch trên thị trường hiện nay:
1. Tai nghe phiên dịch hoặc máy phiên dịch tự phiên dịch: Các loại tai nghe phiên dịch Travis, Ili, Pilot, Aturos F18, Google Pixel Buds,...

Các tai nghe phiên dịch hay máy phiên dịch này sử dụng công nghệ trí tuệ nhân tạo AI khi máy nhận được phát biểu bằng giọng nói của chúng ta, máy có thể xử lý và phiên dịch lại ngôn ngữ mà chúng ta mong muốn.
Ưu điểm là thiết bị nhỏ gọn dễ sử dụng, hỗ trợ nhiều ngôn ngữ và hữu ích trong các chuyên du lịch nước ngoài, hay giao tiếp cá nhân với nhau.
Có lưu ý là nhiều thiết bị chi phí trang bị khá cao hoặc cần kết nối sim, mạng internet mới có thể sử dụng được, ngoài ra do là công nghệ được cài đặt nên ngôn ngữ phiên dịch không được tự nhiên và chuẩn xác.
2. Tai nghe phiên dịch di động: Các loại tai phiên dịch TOA, Takstar,...
Loại tai nghe phiên dịch thứ 2 công ty nhắc đến đó là tai nghe phiên dịch di động, loại tai nghe này được sử dụng trong các trường hợp dịch di động như: hướng dẫn viên du lịch sẽ dịch cho khách tham quan nghe, người phiên dịch sẽ dẫn khách tham quan nhà máy, tham quan kho xưởng,...
Ưu điểm: Tai nghe được sử dụng rộng rãi và phổ biến trong các hướng dẫn tham quan một phiên dịch viên hoặc hướng dẫn viên có thể phiên dịch cho cả đoàn tham dự cùng nghe, số lượng tai nghe cho người nghe không hạn chế, và các thiết bị tai nghe phiên dịch này có thể mang di chuyển được có thể sử dụng trong nhà hoặc ngoài trời.
Và chúng ta lưu ý ở tai nghe phiên dịch di động này là thiết bị không tự động dịch được mà phải có người phiên dịch hoặc hướng dẫn viên sử dụng thiết bị là bộ phát để phiên dịch nhé! Khi đó người tham quan cần đeo bộ nhận và tai nghe để nghe lại tiếng phiên dịch.
3. Tai nghe phiên dịch trong các hội nghị hội thảo: Tai nghe Vega, Sony, Philips, Bosch...
Đây là loại tai nghe phiên dịch được dùng trong các hội nghị, hội thảo, sự  kiện quốc tế có nhiều nước tham dự.Tùy từng số lượng khách tham dự mà số lượng tai nghe phiên dịch được cung cấp từ vài trăm đến vài nghìn tai nghe phiên dịch.
Ở dòng tai nghe phiên dịch cho hội nghị hội thảo có 02 loại: 01 tai nghe phiên dịch không dây và 02 là tai nghe phiên dịch có dây
- Tai nghe phiên dịch cho hội thảo không dây thường được sử dụng trong các hội thảo có 2 ngôn ngữ như Anh – Việt, loại tai nghe này có ưu điểm được thiết kế và tích hợp không dây, người nghe chỉ cần đeo tai nghe và bật công tắc nguồn là có thể nghe được ngôn ngữ phiên dịch.
- Tai nghe phiên dịch cho hội nghị, hội thảo có dây: đây là loại tai nghe được sử dụng trong các hội nghị quốc đế đa ngôn ngữ, trong cùng hội thảo có sử dụng 03 ngôn ngữ trở lên như Anh- Nhật- Việt, Anh- Nhật – Hàn,... với loại tai nghe có dây này được lắp đặt bao gồm 01 bộ nhận tín hiệu và 01 tai nghe cắm vào bộ nhận, trên bộ nhận tín hiệu có nút chọn kênh để người sử dụng có thể chọn ngôn ngữ mà mình muốn nghe, ví dụ kênh 1 là Tiếng Việt, Kênh 2 là Tiếng Anh, Kênh 3 là tiếng Nhật.
- 'Tham khảo:

1. ↑  "First Language".